# Parahelops pubescens
Parahelops pubescens es una especie de coleóptero de la familia Perimylopidae.

## Distribución geográfica
Habita en la Tierra del Fuego.